# The Accidental Billionaires
The Accidental Billionaires er en bog fra 2009 af Ben Mezrich om grundlæggelsen af Facebook. Medstifter Eduardo Saverin fungerede som Mezrich vigtigste konsulent. 

## Filmatisering
En filmatisering af bogen, med titlen The Social Network, blev udgivet i oktober 2010 med David Fincher som instruktør og Aaron Sorkin som manuskriptforfatter, og er en Columbia Pictures film. 